# James Hoth Mai

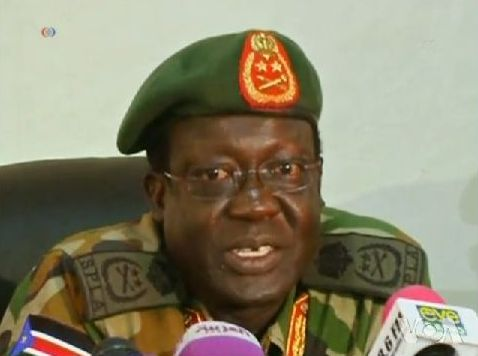
James Hoth Mai bei einer Pressekonferenz

James Hoth Mai (geb. 30. November 1959, Ulang County, Upper Nile, Sudan) ist ein südsudanesischer General. Er diente als Chief of General Staff der Sudan People’s Liberation Army (SPLA) von 2009 bis 2014. Er ist der amtierende Arbeitsminister seines Landes.

## Leben
Hoth Mai ist ein Nuer. Er wurde im Ulang County, damals Upper Nile im Sudan, geboren. 1983 schloss er sich der Sudan People’s Liberation Army an und kämpfte gegen die sudanesische Regierung im Zweiten Sudanesischen Bürgerkrieg und diente in leitenden Funktionen. Von 1993 bis 1995 war er Chief of Operations für die Offensiven der SPLA mit der Bezeichnung „Operation Jungle Storm“, 1997 beteiligte er sich an der Operation Thunderbolt (1997). Gegen Ende des Bürgerkrieges 2005 diente Hoth Mai als Deputy Chief of Staff für die Logistik der SPLA.
Ab 2009 folgte er auf Oyay Deng Ajak als Chief of General Staff. Dazu wurde er zum Generalleutnant ernannt und im Juli 2010 zum Full General ernannt. Im April 2014 wurde er von Präsident Salva Kiir Mayardit entlassen. Im August 2018 wurde er von Präsident Kiir als Nachfolger von Gathoth Gatkuoth Hothnyang zum Minister für Arbeit, öffentlichen Dienst und Entwicklung der Humanressourcen ernannt.
Hoth Mai hat als Abschluss einen Master of Public Administration der University of Fort Hare in Südafrika.